# سسنا ۳۴۰
سسنا ۳۴۰ (به انگلیسی: Cessna 340) یک هواگرد ساختِ کارخانهٔ سسنا در کشور ایالات متحده آمریکا است که در سال ۱۹۷۱-۱۹۸۴ ساخته شد. این هواگرد برای نخستین بار در ۱۹۷۰ میلادی مورد استفاده قرار گرفت.